# Klaas Jarchow

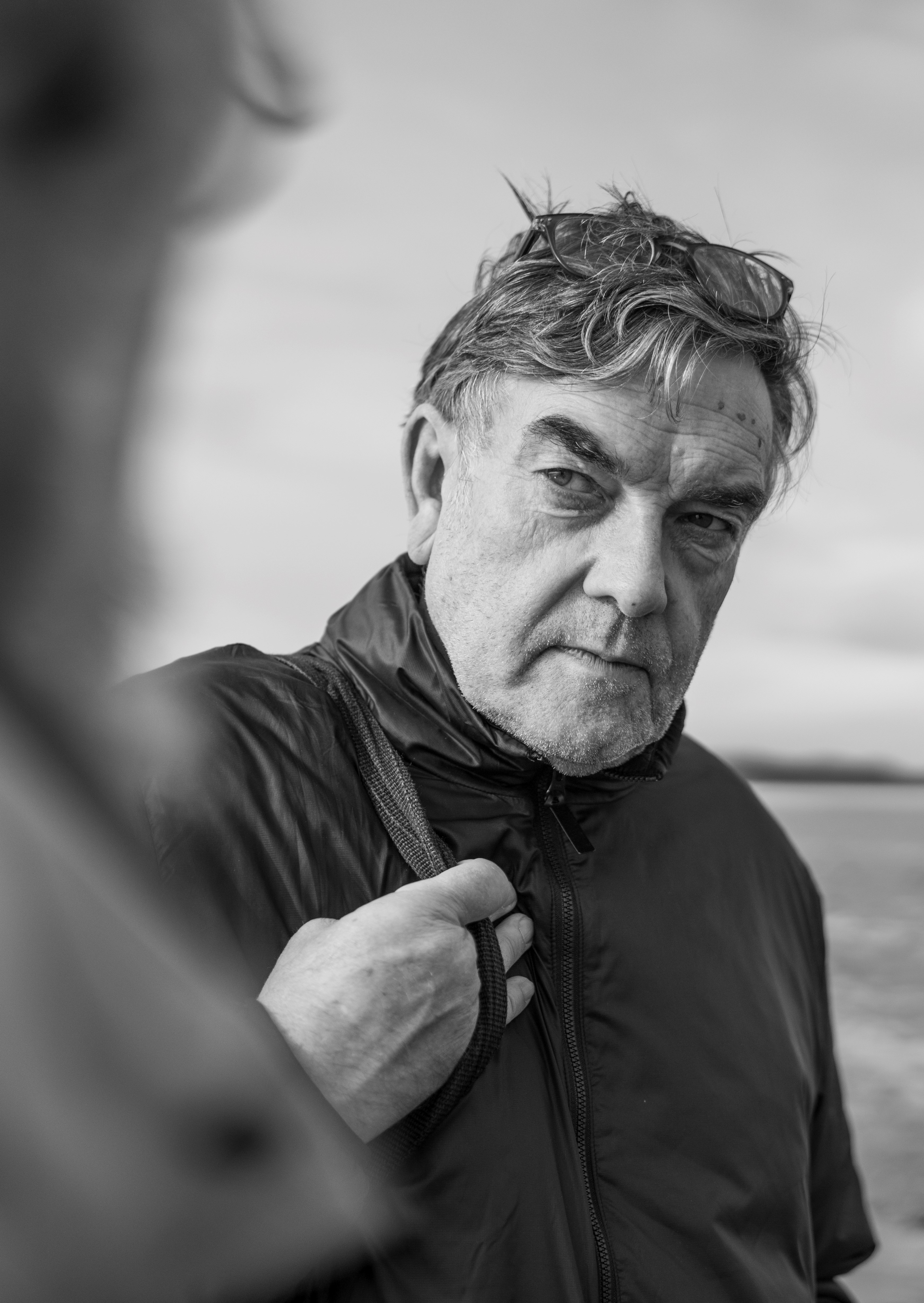
Klaas Jarchow

Klaas Jarchow (* 15. Juli 1956 in Hamburg) ist ein deutscher Verleger, Autor sowie Gründer und Mitinhaber des KJM Buchverlags.

## Herkunft, Jugend und Familie
Klaas Jarchow wuchs in Hamburg auf. Seine Mutter stammt aus einer deutsch-dänischen Beamten- und Gärtnerfamilie, der Vater aus einer deutschen Kaufmannsfamilie. Beide Familien haben einen Seefahrts-Hintergrund. In seiner Jugend war er sportlich aktiv als Jollen- und Hochseesegler.
Klaas Jarchow war verheiratet mit Regine Thies, ist verwitwet und hat zwei Söhne und eine Tochter.

## Ausbildung
Nach dem  Abitur studierte  Jarchow an der Universität Hamburg. Er belegte Seminare in Kunstgeschichte und Pädagogik und schloss sein Studium in den Hauptfächern Neuere Deutsche Literaturwissenschaft und Philosophie mit dem Magister ab. Zwei Studienaufhalte mit Doktorandenstipendium führten ihn nach Paris an die Maison des Sciences de l’Homme.
Während seines Studiums in Hamburg war er aktiv im Netzwerk Selbsthilfe e. V. An der Universität Hamburg ist er Lehrbeauftragter im Fachbereich Neuere Deutsche Literaturwissenschaft, lehrt zu Peter Weiss und anderen Themen und steuert die Forschungsprojekte Literatur der Nachkriegszeit sowie Literatur der Nachwendezeit unter der Projektleitung von Ludwig Fischer, Horst Ohde und Hans-Gerd Winter.

## Beruflicher Werdegang
Seit der Zeit des Studiums ist Klaas Jarchow laufend als Journalist für NDR, Merian, taz, Frankfurter Hefte u. a. m. aktiv. 1997 trat er als Co-Verleger (geschäftsführender Gesellschafter mit Antje Landshoff-Ellermann) in den Verlag Rogner & Bernhard in Hamburg ein. 2004 wechselte er als mitgründender Co-Verleger (geschäftsführender Gesellschafter mit Sven Murmann) in den Murmann Verlag in Hamburg.
2010 schied Jarchow aus dem Murmann Verlag aus und gründete zur Bündelung seiner eigenen Aktivitäten Klaas Jarchow Media (Projektentwicklung und Autorenberatung). Im Juli 2014 schloss sich die Gründung des Klaas Jarchow Media Buchverlages (KJM) an. KJM residiert in Hamburg-Blankenese in den Räumen einer alten Kunstschmiede.,
Seit 2023 gibt Jarchow die Essayreihe "European Essays on Nature and Landscape" heraus. 
Die Aktivitäten als Autor, Co-Autor und Ghostwriter setzt Jarchow parallel zu seiner verlegerischen Tätigkeit fort. Dazu zählen auch seine zeichnerischen Arbeiten.

## Publikationen als Autor (Auswahl)
- mit Norbert Klugmann: Heumarkt, Versuche anderen Lebens zwischen Stadt und Land. Rotbuch Verlag, Berlin-West 1980, ISBN 3-88022-221-5.
- Zu Hamburg sah ich Altona, Annäherungsversuch an ein Stadt-Teil. M+K Hansa Verlag, Hamburg 1983, ISBN 3-920610-59-8.
- Sammy und die Fahrt mit der Queen nach New York. Eine Detektivgeschichte, mit der Klasse 3b der Gorch-Fock-Schule, Klaas Jarchow Media, Hamburg 2011.
- Zeichnungen … bis 2019. Hamburg 2019, ISBN 978-3-96194-107-0.
- Landschaften und Details. Hamburg 2020, ISBN 978-3-96194-147-6.
- mit Norbert Klugmann: RIVER, Die Toten und die Lebenden. KJM Buchverlag, Hamburg 2020, ISBN 978-3-96194-111-7.
- mit Norbert Klugmann: SEA, Die Lebenden und die, die sterben. KJM Buchverlag, Hamburg 2021, ISBN 978-3-96194-121-6.

Beiträge und Aufsätze (Auswahl)
- Soweit, was Johann Kinau betrifft. Im übrigen bin ich Gorch Fock. In: Liebe, die im Abgrund Anker wirft. Autoren und literarisches Feld im Hamburg des 20. Jahrhunderts. Argument, Hamburg 1989, ISBN 3-88619-380-2.
- Mein Brustumfang ist klein. Die Finger kurz und fein. Klaas Jarchow, Ernst Kahl: Kahls Künste, Bilder und Texte. Rogner & Bernhard bei Zweitausendeins, Hamburg 1998, ISBN 3-8077-0353-5.

## Verlegte Werke (Auswahl)
- Alexa Hennig von Lange: Relax. Rogner & Bernhard bei Zweitausendeins, Hamburg 1997, ISBN 3-8077-0357-8.
- Ernst Kahl: Kahls Künste. Bilder und Texte. Rogner & Bernhard bei Zweitausendeins, Hamburg 1997, ISBN 3-8077-0353-5.
- Wolfgang Kraushaar (Hrsg.): Frankfurter Schule und Studentenbewegung, Von der Flaschenpost zum Molotowcocktail. 1946 bis 1995. Rogner & Bernhard bei Zweitausendeins, Hamburg 1998, ISBN 3-8077-0348-9.
- August Strindberg: Ich dichte nie, Ein Werk-Porträt in einem Band. Hrsg. von Renate Bleibtreu unter Mitarbeit von Wolfgang Butt. Rogner & Bernhard bei Zweitausendeins, Hamburg 1999, ISBN 3-8077-0194-X.
- Douglas Adams, Terry Jones: Raumschiff Titanic. Rogner & Bernhard bei Zweitausendeins, Hamburg 1999, ISBN 3-8077-0206-7.
- Astrid Lindgren: Zum Donnerdrummel. Ein Werk-Porträt in einem Band. Herausgegeben von Paul Berf und Astrid Surmatz. Rogner & Bernhard bei Zweitausendeins, Hamburg 2001, ISBN 3-8077-0160-5.
- Dr. Seuss: Heut‘ hast du Geburtstag. Aus dem Amerikanischen von Gerhard Seyfried und Eike Schönfeld. Rogner & Bernhard bei Zweitausendeins, Hamburg 2002, ISBN 3-8077-0120-6.
- Jim Dodge: FUP. Aus dem amerikanischen Englisch von Harry Rowohlt, Illustrationen von Atak. Rogner & Bernhard bei Zweitausendeins, Hamburg 2002, ISBN 3-8077-0174-5.
- Ingmar Bergman: Im Bleistift-Ton, Ein Werk-Porträt in einem Band. Herausgegeben von Renate Bleibtreu. Rogner & Bernhard bei Zweitausendeins, Hamburg 2002, ISBN 3-8077-0177-X.
- Thomas Kunadt: Shipspotting. Murmann, Hamburg 2005, ISBN 3-938017-43-0.
- Helmut Schreier, Hans-Helmut Poppendieck: Baumland, Porträts von alten und neuen Bäumen im Norden. mit einem Vorwort von Loki Schmidt. Murmann, Hamburg 2005, ISBN 3-938017-41-4.
- Hella Kemper, Kerstin Schmidtfrerik, Eva-Christiane Wetterer: Hummelbuch, Hamburg Brevier. Murmann, Hamburg 2007, ISBN 978-3-86774-009-8.
- Robert Aldrich: Gleich und anders, Eine globale Geschichte der Homosexualität. Murmann, Hamburg 2007, ISBN 978-3-938017-81-4.
- Thomas Kunadt: Schiffe, Eine Passion. Klaas Jarchow Media, Hamburg 2012, ISBN 978-3-945465-63-9.
- Jan von der Bank, Lena Winkel: Die 7 magischen Klabauterknoten, Pikkofintes erste Reise. KJM Buchverlag, Hamburg 2014, ISBN 978-3-945465-03-5.
- Eckart Brandt: Schmeckt! Neues vom Apfelmann. KJM Buchverlag, Hamburg 2015, ISBN 978-3-945465-09-7.
- Til Mette, Michel Löwenherz, Andreas Greve: Dichter an Hamburg. KJM Buchverlag, Hamburg 2017, ISBN 978-3-945465-19-6.
- Jan von der Bank: Die Farbe der See. Roman. KJM Buchverlag, Hamburg 2017, ISBN 978-3-945465-36-3.
- Mona Harry: Norden und andere Richtungen. Mit Fotografien von Christian Kaiser und Thomas Kunadt. KJM Buchverlag, Hamburg 2018, ISBN 978-3-96194-016-5.
- Dorthe Landschulz, Bettina Bexte-Huse u. a.: Corona-Cartoons aus der Quarantäne. KJM Buchverlag, Hamburg 2020, ISBN 978-3-96194-126-1.
- Karsten Reise: Das Watt, Erlebt, erforscht und erzählt. KJM Buchverlag, Hamburg 2021, ISBN 978-3-96194-126-1.
- Hamburger Strich: Das erste Cartoon-Jahrbuch  KJM Buchverlag, Hamburg 2022, ISBN 978-3-96194-179-7.
- Ingebjørg Berg Holm Wütende Bärin KJM Buchverlag, Hamburg 2022, ISBN 978-3-96194-182-7.
- Norbert Klugmann, Hamburger Strich: Was nun, Huhn?! KJM Buchverlag, Hamburg 2022, ISBN 978-3-96194-176-6.
- Jens Meyer-Odewald: Erfahrungsschatz Eugen Block, KJM Buchverlag, Hamburg 2022, ISBN 978-3-96194-181-0
- Helmut Schreier: Unter Bäumen, KJM Buchverlag, Hamburg 2023, ISBN 978-3-96194-204-6
- Karsten Reise & Hella Kemper: Strand, KJM Buchverlag, Hamburg 2023, ISBN 978-3-96194-205-3
- Lena Frings: Talmäander, KJM Buchverlag, Hamburg 2023, ISBN 978-3-96194-220-6
- Olaf Kanter: Randmeer, KJM Buchverlag, Hamburg 2023, ISBN 978-3-96194-222-0
- Mattias Eliasson: Moor, KJM Buchverlag, Hamburg 2024, ISBN 978-3-96194-234-3
- Olaf Kanter: Binnenmeer, KJM Buchverlag, Hamburg 2024, ISBN 978-3-96194-245-9
- Doris Feil: Hochschwarzwald, KJM Buchverlag, Hamburg 2024, ISBN 978-3-96194-235-0